# Ubisoft
Ubisoft Entertainment S. A. es una empresa desarrolladora y distribuidora de videojuegos francesa, fundada el 28 de marzo de 1986 en Carentoir, en Bretaña, Francia. Yves Guillemot, uno de los fundadores, es el actual director ejecutivo y presidente de la compañía. Las sedes principales se ubican en Montreuil (Sena-Saint Denis), Francia, y tiene estudios de desarrollo en todo el mundo.
Es la responsable de algunas de las franquicias y videojuegos más exitosas de la historia conocidas de los últimos tiempos, como Assassin's Creed, Prince of Persia, Far Cry, Watch Dogs, Rainbow Six, The Division, Just Dance, Ghost Recon, Splinter Cell, Anno, Rayman, The Crew, TrackMania y Trials, posee los derechos de la serie de videojuegos Driver, creada por Atari y  NHL Rivals, NFL Fever, NBA Inside Drive y MLB Inside Pitch creada por Xbox Game Studios. También ha ayudado a otras compañías a desarrollar y distribuir sus videojuegos. Actualmente Ubisoft es la compañía de videojuegos más grande e importante de Europa y la primera desarrolladora de videojuegos a nivel mundial.
Además, la compañía ha creado una nueva subsidiaria financiada por Tencent, valorada en unos 4 000 millones de euros, con el objetivo de consolidar el desarrollo de sus franquicias más emblemáticas ,Assassin’s Creed, Far Cry y Rainbow Si con una estructura más autónoma y enfocada en ecosistemas multiplataforma 

## Historia

### Inicios
Los cinco hermanos de la familia Guillemot: Yves, Claude, Michel, Gérard y Christian, fundaron Ubi Soft en 1986 en Morbihan en la Bretaña francesa. En 1989, la compañía lanza el que sería el primer videojuego desarrollado por Ubisoft, se llamó Zombi y fue un éxito comercial en la época. Ubi Soft hizo tratos con varias compañías para distribuir pronto sus juegos en Francia. Al final de la década, Ubi Soft empezó a expandirse a otros mercados, incluyendo los Estados Unidos, el Reino Unido, Alemania y posteriormente a todo el mundo.
A principios de los años 1980, vieron que los costos de comprar computadoras y software de un proveedor francés eran más caros que comprar los mismos materiales en el Reino Unido y enviarlos a Francia, y se les ocurrió la idea de un negocio de pedidos por correo alrededor de computadoras y software. Su madre dijo que podrían comenzar su propio negocio de esta manera siempre que lo administraran ellos mismos y dividieran equitativamente sus acciones entre los cinco hermanos. Su primer negocio fue Guillemot Informatique, fundado en 1984. Originalmente solo se vendían por correo, pero pronto recibían pedidos de minoristas franceses, ya que podían rebajar a otros proveedores hasta en un 50% del costo de los nuevos títulos. En 1986, esta empresa ganaba unos 40 millones de francos franceses (aproximadamente US $ 5,8 millones en ese momento). En 1985, los hermanos establecieron Guillemot Corporation para una distribución similar de hardware informático. A medida que la demanda continuaba, los hermanos reconocieron que el software de videojuegos se estaba convirtiendo en una propiedad lucrativa, y decidieron que necesitaban ingresar al lado del desarrollo de la industria, ya que tenían una idea del lado de la publicación y la distribución. Ubi Soft (formalmente llamado Ubi Soft Entertainment S.A.) fue fundado por los hermanos el 28 de marzo de 1986. El nombre "Ubi Soft" fue seleccionado para representar el software "ubicuo".
Ubi Soft inicialmente operaba desde sus oficinas en París, mudándose a Créteil en junio de 1986. Los hermanos utilizaron el castillo en la región de Bretaña de Francia como el espacio principal para el desarrollo, con la esperanza de que el entorno atraiga a los desarrolladores, así como para tener una mejor manera de gestionar las expectativas de sus desarrolladores. La compañía contrató a Nathalie Saloud como gerente, Sylvie Hugonnier como directora de márquetin y relaciones públicas, así como a varios programadores. Los juegos publicados por Ubi Soft en 1986 incluyen Zombi, Ciné Clap, Fer et Flamme y Masque, así como Graphic City, un programa de edición de sprites. Como su primer juego, Zombi se convirtió en un éxito crítico y comercial, y había vendido más de cinco mil copias en enero de 1987. Ubi Soft también celebró asociaciones de distribución para el juego que se lanzará en España y Alemania Occidental. Ubi Soft comenzó a importar productos del extranjero para su distribución en Francia, con lanzamientos de 1987, incluidos Commando de Elite Software e Ikari Warriors, el primero de los cuales había vendido 15.000 copias en enero de 1987. En 1988, Yves Guillemot fue nombrado director ejecutivo de Ubisoft.
Alrededor de 1988, los costos de mantenimiento del castillo eran demasiado caros, y los desarrolladores, alrededor de media docena en ese momento, tuvieron la opción de trasladarse a París. Una de las primeras contrataciones de Ubi Soft fue Michel Ancel, que era solo un adolescente en ese momento, pero que los hermanos habían notado por sus habilidades de animación, y él y su familia se mudaron a Bretaña. Sin embargo, con el cierre del castillo, la familia de Ancel no pudo pagar el costo de la vida en París, y regresó a Montpellier, en el sur de Francia, mientras que los hermanos Guillemot le dijeron a Ancel que los mantuviera al tanto de cualquier cosa que pudiera encontrar allí. Ancel regresó más tarde con Frédéric Houde con un prototipo de un juego con características altamente animadas que llamó la atención de los hermanos. Michel Guillemot decidió hacer que el proyecto sea clave para la compañía, estableciendo un estudio en Montreuil para albergar a más de 100 desarrolladores en 1994, y apuntando a la nueva línea de consolas de quinta generación como Atari Jaguar y PlayStation. Su juego, Rayman, fue lanzado en 1995 con un éxito comercial y crítico, y se considera el juego que puso a Ubisoft en el centro de atención mundial. Junto a esto, Yves manejó Guillemot Informatique, haciendo tratos con otras compañías de videojuegos para distribuir videojuegos en Francia. A finales de la década, Ubi Soft comenzó a expandirse a otros mercados, incluidos los Estados Unidos, el Reino Unido y Alemania. Entraron en la distribución de videojuegos y en los mercados mayoristas, y en 1993 se habían convertido en el mayor desarrollador y distribuidor de videojuegos en Francia, y posteriormente de Europa.

### Crecimiento a nivel mundial
En 1996, Ubi Soft enumeró su oferta pública inicial y recaudó más de 80 millones de dólares en fondos para ayudar a expandir la compañía. En dos años, la compañía estableció estudios en Annecy (1996), Shanghái (1996), Montreal (1997) y Milán (1998).
Una de las dificultades que encontraron los hermanos fue la falta de una propiedad intelectual que pudiera establecerse en el mercado estadounidense. Cuando el crecimiento generalizado de Internet llegó alrededor de 1999, los hermanos decidieron aprovechar esto, fundando estudios en distintas partes del mundo destinados al desarrollo de títulos gratuitos en línea, esto les permitió licenciar los derechos de las propiedades de Ubi Soft a varias compañías, aumentando cinco veces el valor de las acciones de Ubi Soft. Con una infusión adicional de 170 millones de euros, pudieron comprar Red Storm Entertainment, dándoles acceso a la serie de juegos de disparos táctico Tom Clancy's Rainbow Six, y posteriormente Tom Clancy's Ghost Recon. Ubisoft continúa trayendo títulos nuevos de dichas series hasta el día de hoy que siguen representando un éxito comercial para la compañía, como Tom Clancy's Rainbow Six: Siege y Tom Clancy's Ghost Recon Breakpoint. La compañía se hizo más fuerte en los Estados Unidos cuando trabajó con Xbox Game Studios para desarrollar Tom Clancy's Splinter Cell, un título exclusivo de Xbox lanzado en 2002 para desafiar la serie Metal Gear exclusiva de PlayStation 2, bajo el desarrollo de Konami, combinando elementos de la serie Tom Clancy's Rainbow Six con elementos de un juego desarrollado internamente llamado The Drift. Splinter Cell ayudó no solo a vender la consola Xbox, representando un éxito para la compañía y para Microsoft, sino que la fortaleció aún más como una desarrolladora importante en la industria de los videojuegos, y la ayudó a impulsar su franquicia de Tom Clancy's Splinter Cell.
En marzo de 2001, Gores Technology Group vendió a Ubi Soft la división de entretenimiento de The Learning Company (que incluye juegos publicados originalmente por Brøderbund, Mattel Interactive, Mindscape y Strategic Simulations). La venta incluyó los derechos de propiedad intelectual como la serie Myst y Prince of Persia. Ubisoft Montreal desarrolló el título de Prince of Persia llamado Prince of Persia: The Sands of Time, lanzado en 2003, otro título de éxito comercial. Al mismo tiempo, Ubi Soft también lanzó en el 2003 Beyond Good & Evil, el proyecto después de Rayman; un juego conocido en la cultura popular, con una continuación en desarrollo.

### Expansión y consolidación (2003–2007)
El 9 de septiembre de 2003, Ubi Soft anunció que cambiarían su nombre a simplemente Ubisoft e introdujo un nuevo logotipo conocido como "el remolino". En diciembre de 2004, la compañía rival de juegos Electronic Arts (EA) compró una participación del 19% en la empresa. Ubisoft se refirió a la compra como "hostil" por parte de EA. La directiva de Ubisoft reconoció que no se habían considerado dentro de un mercado competitivo, y los empleados temían que una adquisición de EA alteraría drásticamente el entorno dentro de Ubisoft. El CEO de EA en ese momento aseguró a Ubisoft que la compra no era una maniobra hostil, y EA se vio presionada y terminó vendiendo las acciones en 2010.
Entre 2002-2005 Ubisoft se consolidó como uno de los desarrolladores de videojuegos más importantes de la industria, logrando desarrollar y distribuir juegos prósperos y ganadores de premios ese año, incluyendo Tom Clancy's Splinter Cell, Tom Clancy's H.A.W.X., Prince of Persia: The Sands of Time, XIII, Rayman 3: Hoodlum Havoc, Tom Clancy's Rainbow Six 3: Raven Shield, Beyond Good and Evil, Prince of Persia: El Alma del Guerrero, Cold Fear, Star Wars Episodio III: La Venganza de los Sith y Far Cry. El ingreso entre 2002-2003 de Ubisoft fue de 453 millones de euros; por el año 2003-2004 fiscal, este creció a 508 millones de euros y para los años 2005 y 2006 incremento a 538 y 547 millones de euros.
En febrero de 2005, Ubisoft adquirió las franquicias NHL Rivals, NFL Fever, NBA Inside Drive y MLB Inside Pitch de Xbox Game Studios.
En julio de 2006, Ubisoft adquirió la franquicia Driver de Atari por una suma de € 19 millones en efectivo para la franquicia, los derechos tecnológicos y la mayoría de los activos.

### Las nuevas PIAssassin's Creed,Just Dancey éxito mundial (2007–2015)
Ubisoft estableció otra nueva propiedad intelectual llamada Assassin's Creed, lanzada por primera vez en 2007 con Assassin's Creed fue desarrollado originalmente por Ubisoft Montreal como una secuela de Prince of Persia: Las Arenas del Tiempo, pero en su lugar pasó a una historia sobre los asesinos y los caballeros templarios. En su estreno en noviembre de 2007, logró desbancar de la primera posición en ventas a Call of Duty 4: Modern Warfare y para junio de 2009 ya había logrado vender más de 8.5 millones de copias. Otro juego que lograría un éxito para Ubisoft en 2007 sería Tom Clancy's Ghost Recon Advanced Warfighter 2. Los resultados financieros entre 2007-2008, harían a Ubisoft la segunda compañía de videojuegos más importante en la industria de los videojuegos con unas ventas de 928 millones de euros. Esto gracias también al éxito de Tom Clancy's Rainbow Six: Vegas 2 y sus más de 2 millones de copias vendidas en 10 días de estreno.
Entre finales de 2008 y el primer trimestre de 2009 Ubisoft lanzaría al mercado varios juegos que lograría grandes críticas y ventas, entre ellos Far Cry 2, Tom Clancy's EndWar, Brothers In Arms: Hell's Highway, Prince of Persia, Rayman Raving Rabbids TV Party y Tom Clancy's H.A.W.X. Gracias a esto, Ubisoft por primera vez en su historia rebasaría los mil millones en ventas anuales, logrando más de 1058 millones de euros en ventas y la empresa crecería en campo laboral hasta los 5750 empleados para mayo de 2009.
A finales de 2009 Ubisoft sacaría una nueva PI llamada Just Dance exclusiva para Wii, logrando vender del 17 de noviembre de 2009 a marzo de 2010 más de 2 millones de copias. Mientras que en el mismo día del estreno de Just Dance, Ubisoft saca al mercado la secuela de Assassin's Creed, siendo Assassin's Creed II, logrando vender más de 1.7 millones de copias en su primer día, siendo ser el mayor éxito de Ubisoft hasta esa fecha en su estreno. Y para mayo de 2010 lograría superar las 9 millones de copias vendidas. Y para el 13 de abril de 2010 lanzan Tom Clancy's Splinter Cell: Conviction, logrado vender más de 1,8 millones de copias en un mes. Pese a estos 3 éxitos, sería la primera vez donde Ubisoft no lograría romper su propia marca anual en ventas, sino que también tendría un retroceso respecto al año anterior, teniendo unas ventas anuales de 871 millones de euros en el año fiscal comprendido entre 2009-2010. Para el año fiscal comprendido entre 2010-2011, Ubisoft lograría de nuevo superar los mil millones en ventas, siendo concreto 1038 millones de euros. Esto debido al éxito de Assassin's Creed: Brotherhood, que lograría más de 1 millón de copias vendidas solo en Europa en su primera semana y unas ventas totales que superan los 6,5 millones para febrero de 2011 y sus aportaciones a Wii, logrando vender más de 10,5 millones de unidades vendidas solo para esa consola entre septiembre de 2010 y mayo de 2011, incluyendo Just Dance 2 con más de 5 millones de copias vendidas desde su salida en octubre de 2010 hasta enero de 2011.
Entre los años fiscales de 2011-2012 y 2012-2013 Ubisoft lograría superar sus récords en ventas respectivamente. Esto debido a sus contribuciones en sus juegos para Wii, como Just Dance 3 salido en octubre de 2011 y para enero de 2012, habría alcanzado los 7 millones de copias y la franquicia 23 millones de copias vendidas. Mientras que Assassin's Creed: Revelations que se había lanzado para noviembre de 2011, logró unas ventas superiores del 10% respecto a Brotherhood en su fin de semana, y para febrero de 2012 logrando vender más de 7 millones de copias, haciendo unas ventas totales de 1.061 millones en el año fiscal. Dentro del año fiscal 2012-2013, Ubisoft tendría ventas superiores a los 1.256 millones de euros. Esto gracias a importantes títulos, entre ellos Far Cry 3, logrado 4,5 millones de copias vendidas del 1 de noviembre de 2012 a febrero de 2013, Tom Clancy's Ghost Recon: Future Soldier, logrando una gran acogida y superando las propias expectativas que Ubisoft tenía con el éxito del juego. Al igual que Just Dance 4 y la saga de Rabbids, pero siendo por cuarto año consecutivo, la saga de Assassin's Creed la que mejor ganancias le darían a Ubisoft, siendo ahora Assassin's Creed III. Saliendo el 15 de noviembre de 2012 y en su primer fin de semana, logrando unas ventas de 3,5 millones de copias y más de 7 millones de copias vendidas para el 31 de diciembre de 2012.  Ya para febrero de 2013 superando las 12 millones de copias vendidas. Siendo el juego de la franquicia que más ventas tendría en un lapso de 3 meses desde su salida a la venta.
Para el siguiente año fiscal, Ubisoft lograría superar los mil millones en ventas, pero se quedaría debajo del número hecho del año pasado, aunque se miro de manera óptima, ya que de acuerdo a Yves Guillemot con el inicio de la octava generación de videoconsolas, habría un reacomodo en la industria de los videojuegos ante las nuevas propuestas de las consolas. Aun así Ubisoft sacaría varios juegos que lograrían ser un éxito en ventas, entre ellos Tom Clancy's Splinter Cell: Blacklist, que lograría más de 2 millones de copias vendidas entre agosto y noviembre de 2013 y Rayman Legends que dentro del mismo periodo haría más de 1 millón de copias vendidas. Y sobre todo Assassin's Creed IV: Black Flag, que después de 4 años consecutivos, un juego de Assassin's Creed no lograría superar a su antecesor en relación con su estreno. Aunque ya para mayo de 2014, este lograría vender un total de 11 millones de copias a nivel mundial, desde su estreno en noviembre de 2013.
Ya para el año fiscal comprendido entre 2014-2015, Ubisoft volvería a incrementar sus ventas y de nuevo superar su marca, ahora con ventas por encima de 1400 millones de euros, debido al establecimiento de sus juegos en la octaca generación de videoconsolas. Entre sus juegos más vendidos estarían la ya veterana saga de Just Dance, ahora con su juego número 4 que saldría a finales de octubre de 2014 y para diciembre de ese mismo año, lograría vender más de 4 millones de copias. Mientras que por primera vez, Ubisoft lanzaría 2 Assassin's Creed en un año, Assassin's Creed: Rogue y Assassin's Creed: Unity, ambos en noviembre de 2014, siendo este último criticado por los errores que tuvo el juego en su lanzamiento. Aun así ambos juegos superaron las ventas combinadas en más de 10 millones de copias para el 31 de diciembre de 2014. Otros juegos que también lograron un gran éxito fue The Crew, una nueva PI para las octava generación de consolas, lanzado el 2 de diciembre de 2014, logrando 2 millones de copias vendidas para enero de 2015, y su juego más publicitado para la octava generación de consolas, Watch Dogs, estrenado en mayo de 2014, que para ese entonces se convirtió en el juego más popular de esa generación de consolas. Para Ubisoft, se convirtió en el juego más exitoso en la historia de su catálogo, rompiendo récords sin ser todavía una franquicia consolidada. Logró superar los registros de las marcas de sus franquicias más populares como Rayman, Just Dance, Tom Clancy's Splinter Cell y Assassin's Creed. Durante su primer fin de semana logró vender más de 4 millones de copias y para diciembre de 2014 alcanzó más de 10 millones de copias vendidas.

### Intento fallido de adquisición (2015–2018)
Desde mediados de 2015, la empresa francesa de medios de comunicación Vivendi había empezado a expandir sus propiedades de medios a través de adquisiciones y otros negocios. Además de la firma de publicidad Havas, Ubisoft fue una de las primeras propiedades objetivo identificadas por Vivendi, que a septiembre de 2017 tiene una valoración estimada de 6400 millones de dólares. Vivendi, en dos acciones separadas durante octubre de 2015, compró acciones de Ubisoft, dándoles una participación del 10,4% en Ubisoft, una acción que Yves Guillemot consideró "no deseada" y temía una adquisición hostil. En una presentación durante la E3 2016, Yves Guillemot destacó la importancia de que Ubisoft siga siendo una empresa independiente para mantener su libertad creativa. Guillemot luego describió la necesidad de luchar contra la adquisición: "cuando eres atacado con una compañía que tiene una filosofía diferente, sabes que puede afectar lo que has estado creando desde cero. Así que peleas con muchos energía para asegurarse de que no se pueda destruir". La vicepresidenta de operaciones en vivo, Anne Blondel-Jouin, expresó un sentimiento similar en una entrevista con PCGamesN, afirmando que el gran éxito de Ubisoft se debió (en parte) a "ser superindependiente, ser muy autónomo".
Vivendi también adquirió participación en el editor de juegos móviles Gameloft, al mismo tiempo que comenzó a adquirir acciones de Ubisoft. En febrero de 2016, Vivendi adquirió acciones por un valor de 500 millones de euros en Gameloft, obteniendo más del 30% de las acciones y exigiendo a la empresa, de conformidad con la legislación francesa, que presente a una oferta pública de adquisición. Esta acción le permitió a Vivendi completar la adquisición de Gameloft en junio de 2016. Tras las adquisición de Gameloft en febrero de 2016, los Guillemot solicitaron más inversores canadienses en el siguiente febrero para defenderse de una adquisición similar de Vivendi, en este punto, Vivendi había aumentado su participación en Ubisoft a 15%, superior al 9% estimado que poseían los Guillemot. A mediados de junio de 2016, Vivendi había aumentado sus acciones al 20%, pero negó que estuviera en proceso de adquisición.
En el momento de la reunión anual de la junta de Ubisoft en septiembre de 2016, Vivendi había ganado el 23% de las acciones, mientras que los Guillemot pudieron aumentar su participación en la votación al 20%. Se hizo una solicitud en la reunión de la junta para colocar representantes de Vivendi en la junta de Ubisoft, dado el tamaño de sus participaciones. Los Guillemot argumentaron enérgicamente en contra de esto, reiterando que Vivendi debería ser visto como un competidor, y lograron influir en otros miembros con derecho a voto para negarle a Vivendi cualquier puesto en la junta.
Vivendi continuó comprando acciones en Ubisoft, acercándose al 30%, lo que podría desencadenar una adquisición hostil; a diciembre de 2016, Vivendi tenía una participación del 27,15% en Ubisoft. Reuters informó en abril de 2017 que la adquisición de Ubisoft por Vivendi probablemente sucedería ese año, y Bloomberg Businessweek observó que algunas de las acciones de Vivendi alcanzarían la marca de tenencia de dos años, lo que les otorgaría doble poder de voto, y probablemente cumplirían a exceder el umbral del 30%. La familia Guillemot aumentó su participación en Ubisoft; en junio de 2017, la familia tenía el 13,6% del capital social de Ubisoft y el 20,02% de los derechos de voto de la compañía. En octubre de 2017, Ubisoft anunció que acudió a un "proveedor de servicios de inversión" para ayudarlos a comprar 4 millones de acciones a fin de año, evitando que otros, incluyendo Vivendi, las compraran.
El 20 de marzo de 2018, luego de varios intentos fallidos de adquirir más acciones de Ubisoft, Vivendi puso fin a cualquier posible adquisición, y acordó vender todas sus acciones a otras partes.
El 17 de febrero de 2022, Yves Guillemot (director ejecutivo de Ubisoft) no descartó la posibilidad de analizar ofertas de adquisición de otras empresas, siempre y cuando se consideren una serie de requisitos, entre ellos, seguir manteniendo su libertad creativa y su autonomía en general.

### De 2018 en adelante
Desde 2018, los estudios de Ubisoft han seguido centrándose en sus principales franquicias, como Assassin's Creed, Tom Clancy's Rainbow Six, Far Cry y Watch Dogs, teniendo una fuerte competencia entre sus rivales Electronic Arts, Activision Blizzard y Take Two. Según lo informado por Bloomberg Businessweek, mientras que Ubisoft en su conjunto tenía casi 16.000 desarrolladores a mediados de 2019, un número mayor que sus competidores, y producía de cinco a seis lanzamientos importantes de categoría AAA cada año, en comparación a sus rivales, que solo producían de 2 o 3 juegos AAA al año y tenían menor recibimiento, los ingresos netos de Ubisoft obtenidos por empleado no fueron los esperados. Bloomberg Businessweek atribuyó esto en parte debido a las tendencias de gasto de los consumidores de videojuegos que compran menos juegos al año, ya que la mayoría de los principales lanzamientos de Ubisoft tienden a ser 1 por trimestre. Para contrarrestar esto, Ubisoft en octubre de 2019 promovió tres de los seis títulos que había planeado en 2019 a 2020 o más tarde, para ayudar a poner más esfuerzo en mejorar la calidad de los juegos existentes y por lanzar. Además, Ubisoft declaró en enero de 2020 que reorganizó su consejo editorial para proporcionar una visión más completa de su cartera de juegos e idear una mayor variación en sus próximos títulos.
En julio de 2020 la empresa regaló el videojuego Watch Dogs 2 a todos aquellos que vieron su evento Ubisoft Forward en streaming.
En mayo de 2021, Ubisoft anunció que aumentaría la producción de videojuegos con el modelo free-to-play, pero que esto no significa que reducirían su oferta de juegos AAA.
El 5 de abril de 2022, Ubisoft anunció Tom Clancy's Rainbow Six Mobile para Android y IOS, una experiencia de juego similar a Tom Clancy's Rainbow Six: Siege adaptada para dispositivos móviles que entraría a competir contra otros videojuegos de compañías rivales que también anunciaban su incursión en el mercado móvil.

## Filiales
Ubisoft tiene más de 45 estudios a fecha de 2021, que actúan como filiales desarrolladoras y distribuidoras de videojuegos por todo el mundo.Muchos de estos fueron creados internamente, tales como Ubisoft París, Ubisoft Montreal o Ubisoft Singapore, mientras que otros estudios inicialmente empresas independientes y fueron compradas por Ubisoft, por ejemplo, Nadeo, Massive Entertainment o RedLynx.
Además de los estudios dedicados al desarrollo de videojuegos, Ubisoft también posee un estudio, Ubisoft Film & Television, dedicado a la producción de películas y programas de televisión asociados a sus títulos y franquicias, tales como Assassin's Creed o Splinter Cell.

### Estudios actuales
| Nombre                         | Localización                     | País           | Fundación | Adquisición | Ref.            |
| ------------------------------ | -------------------------------- | -------------- | --------- | ----------- | --------------- |
| 1492 Studio                    | Vailhauquès                      | Francia        | 2014      | 2018        | [ 92 ] [ 93 ]   |
| Blue Mammoth Games             | Atlanta                          | Estados Unidos | 2009      | 2018        | [ 94 ] [ 95 ]   |
| Ubisoft Future Games of London | Londres                          | Reino Unido    | 2009      | 2013        | [ 96 ]          |
| Green Panda Games              | París                            | Francia        | 2013      | 2019        | [ 97 ]          |
| Hybride Technologies           | Quebec                           | Canadá         | 1991      | 2008        | [ 98 ] [ 99 ]   |
| i3D.net                        | Róterdam                         | Países Bajos   | 2002      | 2019        | [ 100 ]         |
| Ivory Tower                    | Lyon,                            | Francia        | 2007      | 2015        | [ 101 ]         |
| Ketchapp                       | París                            | Francia        | 2014      | 2016        | [ 102 ]         |
| Kolibri Games                  | Berlín                           | Alemania       | 2016      | 2020        | [ 103 ]         |
| Massive Entertainment          | Malmö                            | Suecia         | 1997      | 2008        | [ 104 ]         |
| Nadeo                          | París                            | Francia        | 2000      | 2009        | [ 105 ]         |
| Ubisoft Owlient                | París                            | Francia        | 2005      | 2011        | [ 106 ]         |
| Quazal Technologies            | Montreal                         | Canadá         | 1998      | 2010        | [ 107 ]         |
| Red Storm Entertainment        | Carolina del Norte               | Estados Unidos | 1996      | 2000        | [ 108 ]         |
| RedLynx                        | Helsinki                         | Finlandia      | 2000      | 2011        | [ 109 ] [ 110 ] |
| Ubisoft Abu Dhabi              | Abu Dabi                         | EAU            | 2011      | -           | [ 111 ] [ 112 ] |
| Ubisoft Annecy                 | Annecy                           | Francia        | 1996      | -           | [ 113 ]         |
| Ubisoft Barcelona              | Barcelona                        | España         | 1998      | -           | [ 114 ]         |
| Ubisoft Barcelona Mobile       | Barcelona                        | España         | 2002      | 2013        | [ 115 ]         |
| Ubisoft Belgrade               | Belgrado                         | Serbia         | 2016      | -           | [ 116 ]         |
| Ubisoft Berlin                 | Berlín                           | Alemania       | 2018      | -           | [ 117 ]         |
| Ubisoft Blue Byte              | Berlín, Düsseldorf y Maguncia    | Alemania       | 1988      | 2001        | [ 118 ]         |
| Ubisoft Bordeaux               | Burdeos                          | Francia        | 2017      | -           | [ 119 ]         |
| Ubisoft Bucharest              | Bucarest                         | Rumania        | 1992      | -           | [ 120 ]         |
| Ubisoft Chengdu                | Chengdu, Sichuan                 | China          | 2008      | -           | [ 121 ]         |
| Ubisoft Da Nang                | Đà Nẵng                          | Vietnam        | 2019      | -           | [ 122 ]         |
| Ubisoft Digital Arts           | Montreal                         | Canadá         | 2007      | -           | [ 123 ]         |
| Ubisoft Düsseldorf             | Düsseldorf                       | Alemania       | 1988      | 2001        | [ 118 ]         |
| Ubisoft Halifax                | Halifax, Nueva Escocia           | Canadá         | 2003      | 2015        | [ 124 ]         |
| Ubisoft Japan                  | Tokio                            | Japón          | 1994      | -           | [ 125 ]         |
| Ubisoft Kyiv                   | Kiev                             | Ucrania        | 2008      | -           | [ 126 ]         |
| Ubisoft Leamington             | Royal Leamington Spa, Inglaterra | Reino Unido    | 2002      | 2017        | [ 127 ]         |
| Ubisoft Milan                  | Milán                            | Italia         | 1998      | -           | [ 126 ]         |
| Ubisoft Montpellier            | Castelnau-le-Lez                 | Francia        | 1994      | -           | [ 126 ]         |
| Ubisoft Montreal               | Montreal                         | Canadá         | 1997      | -           | [ 126 ]         |
| Ubisoft Mumbai                 | Bombay                           | India          | 2018      | -           | [ 128 ]         |
| Ubisoft Odesa                  | Odesa                            | Ucrania        | 2018      | -           | [ 128 ]         |
| Ubisoft Osaka                  | Osaka                            | Japón          | 1996      | 2008        | [ 126 ]         |
| Ubisoft Paris                  | Montreuil (Sena-Saint Denis)     | Francia        | 1992      | -           | [ 126 ]         |
| Ubisoft Paris Mobile           | Montreuil                        | Francia        | 2013      | -           | [ 126 ]         |
| Ubisoft Philippines            | Santa Rosa                       | Filipinas      | 2016      | -           | [ 126 ]         |
| Ubisoft Pune                   | Pune                             | India          | 2000      | 2008        | [ 126 ]         |
| Ubisoft Quebec                 | Quebec                           | Canadá         | 2005      | -           | [ 126 ]         |
| Ubisoft Reflections            | Newcastle upon Tyne, Inglaterra  | Reino Unido    | 1984      | 2006        | [ 126 ]         |
| Ubisoft Saguenay               | Chicoutimi, Saguenay             | Canadá         | 2018      | -           | [ 129 ]         |
| Ubisoft San Francisco          | San Francisco (California)       | Estados Unidos | 2009      | -           | [ 126 ]         |
| Ubisoft Shanghai               | Shanghái                         | China          | 1996      | -           | [ 126 ]         |
| Ubisoft Singapore              | Queenstown                       | Singapur       | 2008      | -           | [ 126 ]         |
| Ubisoft Sofia                  | Sofía                            | Bulgaria       | 2006      | -           | [ 126 ]         |
| Ubisoft Stockholm              | Estocolmo                        | Suecia         | 2017      | -           | [ 130 ]         |
| Ubisoft Toronto                | Toronto                          | Canadá         | 2010      | -           | [ 126 ]         |
| Ubisoft Winnipeg               | Winnipeg                         | Canadá         | 2018      | -           | [ 131 ]         |

### Antiguos estudios
| Nombre                 | Localización                    | País           | Fundación | Adquisición | Cierre | Ref.                    |
| ---------------------- | ------------------------------- | -------------- | --------- | ----------- | ------ | ----------------------- |
| Game Studios           | Los Angeles                     | Estados Unidos | 2001      | 2001        | 2001   | [ 132 ] [ 133 ] [ 134 ] |
| Microïds Canada        | Montreal                        | Canadá         | -         | 2005        | 2005   | [ 135 ]                 |
| Related Designs        | Maguncia                        | Alemania       | 1995      | 2013        | 2014   | [ 136 ] [ 137 ]         |
| Sinister Games         | Chapel Hill, Carolina del Norte | Estados Unidos | 1997      | 2000        | 2003   | [ 138 ] [ 139 ] [ 140 ] |
| Southlogic Studios     | Puerto Alegre                   | Brasil         | 1996      | 2009        | 2009   | [ 141 ]                 |
| Sunflowers Interactive | Heusenstamm                     | Alemania       | 1993      | 2007        | 2007   | [ 142 ]                 |
| THQ Montreal           | Montreal                        | Canadá         | 2010      | 2013        | 2013   | [ 143 ] [ 144 ]         |
| Tiwak                  | Montpellier                     | Francia        | 2000      | 2003        | 2011   | [ 145 ] [ 146 ]         |
| Ubi Studios            | Oxford, Inglaterra              | Reino Unido    | -         | 2000        | -      | [ 147 ] [ 139 ] [ 148 ] |
| Ubisoft Casablanca     | Casablanca                      | Marruecos      | 1998      | -           | 2016   | [ 149 ]                 |
| Ubisoft London         | Londres                         | Reino Unido    | 2009      | 2013        | 2023   | [ 150 ]                 |
| Ubisoft Sao Paulo      | San Paulo                       | Brasil         | 2008      | -           | 2013   | [ 151 ]                 |
| Ubisoft Vancouver      | Vancouver                       | Canadá         | 2006      | 2009        | 2012   | [ 152 ]                 |
| Ubisoft Zurich         | Thalwil                         | Suiza          | 2011      | -           | 2013   | [ 153 ] [ 154 ]         |
| Wolfpack Studios       | Round Rock, Texas               | Estados Unidos | 1999      | 2004        | 2006   | [ 155 ]                 |

## Tecnología

### Ubisoft Connect[156]
Ubisoft Connect, anteriormente Uplay, es un servicio de distribución digital, gestión de derechos digitales, servicios multijugador y comunicaciones para PC, Android y IOS creado por Ubisoft. Lanzado por primera vez junto con Assassin's Creed II como un programa de recompensas para ganar puntos en los juego por completar logros, se expandió a un programa de escritorio y una tienda para Windows junto con otras características. Posteriormente, Ubisoft separó el programa de recompensas como su programa Ubisoft Club, integrado con Uplay. Ubisoft Connect se anunció en octubre de 2020 como reemplazo de Uplay y su Ubisoft Club para lanzarse el 26 de octubre de 2020 junto con Watch Dogs: Legion. Ubisoft Connect no solamente unifica a UPlay y Ubisoft Club, sino que también agrega soporte para juego multiplataforma y guarda tu progreso en todos los dispositivos, te permite interactuar de mejor manera con la comunidad y con tus amigos, ofrece una gran cantidad de eventos y contenido gratuito y mejora tu experiencia de juego en general.

### Ubisoft Anvil
Ubisoft Anvil, anteriormente llamado Scimitar, es un motor de videojuego desarrollado por Ubisoft en 2007 para el desarrollo de Assassin's Creed, y desde entonces se ha ampliado y utilizado para la mayoría de los títulos de la serie Assassin's Creed y otros juegos.

### Disrupt
Disrupt es un motor de videojuego desarrollado por Ubisoft y se utiliza para los juegos de la serie Watch Dogs. La mayor parte del motor se construyó desde cero y utiliza un renderizador 3D de varios subprocesos múltiples en tiempo real, que se ejecuta en una canalización de renderizado avanzada con algunos giros tecnológicos, esto permite tener los efectos más avanzados en algún videojuego.

### Dunia Engine
Dunia Engine es una bifurcación del motor de videojuego CryEngine, con modificaciones avanzadas realizadas por Ubisoft para incluir entornos destructibles, físicas más realistas y otras mejoras. Se estrenó con Far Cry 2 en 2008 para ser usado en los videojuegos de la serie Far Cry y James Cameron's Avatar: The Game. Según Remi Quenin, uno de los desarrolladores del motor, este incluye "movimiento de la vegetación, simulación de incendios, destrucción avanzada y realista, vida silvestre, ciclos del clima y otras características", y goza de constantes mejoras.

### Snowdrop
Snowdrop es un motor de videojuego desarrollado por Ubisoft para usado inicialmente en Tom Clancy's The Division. El mecanismo central está impulsado por un "sistema basado en nodos" que simplifica el proceso de conexión de diferentes sistemas como el renderizado 3D, la IA, el scripting de las misiones y la interfaz. El motor se utiliza en los títulos de la serie Tom Clancy's The Division y en otros títulos de Ubisoft como South Park: The Fractured but Whole, Mario + Rabbids: Kingdom Battle, y Starlink: Battle for Atlas. El motor fue mejorado especialmente para la PlayStation 5 y la Xbox Series X|S y se utilizará en Avatar: Frontiers of Pandora y en un nuevo título de mundo abierto de la saga Star Wars.

### Ubisoft Scalar
En la Game Developers Conference de marzo de 2022, Ubisoft presentó una nueva tecnología que busca revolucionar la industria de los videojuegos en el futuro, un sistema que está pensado para que los desarrolladores puedan crear juegos más inmersivos e impactantes a nivel visual, aprovechando la potencia y flexibilidad de la computación en la nube y los procesos en streaming aplicados a los motores gráficos de Ubisoft para reducir la dependencia y los limitantes del hardware del dispositivo.

## Videojuegos
Según Yves Guillemot, Ubisoft se dio cuenta de que los videojuegos sandbox, con cambios fluidos entre los modos individual y multijugador, proporcionaban más diversión a los jugadores, lo que llevó a la compañía a pasar de desarrollar juegos para un solo jugador a centrarse más en juegos en línea. Según Guillemot, Ubisoft se refiere internamente como "antes de The Division" y "después de The Division".
En una entrevista con The Verge, Anne Blondel-Jouin, productora ejecutiva de The Crew convertida en vicepresidenta de operaciones en vivo, señaló que The Crew fue uno de los primeros juegos de Ubisoft en requerir una conexión permanente a Internet para poder jugar.

## Cine y televisión
En 2011, Ubisoft puso en marcha su división Ubisoft Motion Pictures, posteriormente renombrada como Ubisoft Film & Television. Inicialmente desarrollaba obras multimedia vinculadas a los juegos de Ubisoft, pero desde entonces sus funciones se han ampliado para trasladar las historias de los juegos de Ubisoft a otros ámbitos del entretenimiento. Entre sus producciones se encuentran la película de acción y aventura Assassin's Creed en 2016, las series de televisión Rabbids Invasion en 2013 y Mythic Quest desde 2020 hasta el presente.
Desde octubre de 2020, Ubisoft Film & Television y la plataforma de contenido y empresa de producción Netflix han estado trabajando conjuntamente para producir series y películas con base en las series de videojuegos de Ubisoft.